# Machares
Machares (Grieks: ο Μαχάρης, ? - Chersonesos, 65 v.Chr.) was een Pontische prins en koning. Hij was een zoon van koning Mithridates VI van Pontus en zijn vrouw Laodice.

## Biografie
Na de Tweede Mithridatische Oorlog werd Machares door zijn vader Mithridates benoemd tot onderkoning van het Bosporuskoninkrijk. Na het verlies in de Slag bij Cyzicus, tijdens de Derde Mithridatische Oorlog, en de daaropvolgende nederlagen zag Machares algauw in dat het een verloren zaak was voor zijn vader. Machares zond een diplomaat met goud naar de Romeinse opperbevelhebber Lucius Licinius Lucullus, om bondgenoot van Rome te worden. Lucullus ging hiermee akkoord. Machares had zijn aandeel tijdens het beleg van de stad Sinope door de Romeinse troepen te voorzien van voedsel.
Na het verlies van Mithridates tegen Pompeius Magnus vluchtte Mithridates met de restanten van zijn leger naar de Bosporus. Nadat Machares zijn medewerking niet had willen geven aan een nieuwe campagne tegen de Romeinen, werd hij door zijn vader vermoord. Toen ook Machares' andere broer weigerde mee te werken, stortte Mithridates zich op zijn eigen zwaard.